# Соколовская, Софья Ивановна
Со́фья Ива́новна Соколо́вская (подпольная кличка Еле́на Кири́лловна Светло́ва; 10 апреля 1894, Одесса — 26 августа 1938, Бутово-Коммунарка, Москва) — большевик, профессиональный революционер, организатор кинопроизводства, директор киностудии «Мосфильм» (1937).

## Биография
Родилась в семье одесского адвоката и служащей городской бактериологической станции. Родители Сони в молодости принимали участие в народническом движении. Мать — Людмила Ивановна (в девичестве Лисенко) подверглась административной ссылке по делу Германа Лопатина. В 1903 году семья переехала в Чернигов. Училась в женской гимназии, была вовлечена в круг революционно настроенной молодёжи, в который входили известные в будущем большевики Ю. М. Коцюбинский, В. М. Примаков, И. А. Сац. С 1912 по 1914 год обучалась в Санкт-Петербургском женском медицинском институте, с 1914 по 1917 год — на Бестужевских курсах. В 1915 году вступила в РСДРП и возглавила на курсах большевистскую группу.
В феврале 1917 года вернулась в Чернигов, была членом Черниговского губернского комитета РСДРП(б), членом Черниговского военно-революционного комитета. С 19 января по 12 марта 1918 года — председателем исполкома Черниговского губернского Совета.
После ликвидации советской власти на Украине член Черниговского, затем Киевского подпольных губкомов КП(б)У, секретарь Киевского губернского революционного комитета. В числе делегатов от Киевского большевистского подполья выехала на II съезд КП(б)У, проходивший в Москве. Прямо оттуда в числе большой группы коммунистов разных национальностей была отправлена в Одессу для организации антивоенной и интернациональной агитации в духе «мировой революции» среди солдат и матросов экспедиционного корпуса стран Антанты, оккупировавшего город.
С ноября 1918 года была секретарем Одесского подпольного обкома КП(б)У, редактором газеты «Коммунист», одним из организаторов и руководителей «Иностранной коллегии» обкома, которая вела революционную пропаганду в войсках интервентов. Дважды была арестована белогвардейцами, бежала.
С декабря 1919 по февраль 1921 года работала в Исполкоме Коминтерна, затем была на партийной работе в Москве.
В 1921—1924 годах заместитель заведующего Московским губернским отделом политического просвещения. В 1924—1928 годах на партийной работе на Коломенском паровозостроительном заводе. В 1928—1930 годах работала инструктором Московского комитета ВКП(б), в редакции журнала «Массовик», в «Крестьянской газете».
Делегат XVI и XVII съездов ВКП(б), на XVI съезде избиралась членом Центральной контрольной комиссии ВКП(б), была председателем Центральной комиссии по чистке советского аппарата (с 13 июля 1930 по 26 января 1934 года).
С 1934 по 1935 год — заведующая отделом изб-читален Народного комиссариата просвещения РСФСР.
С 1935 года работала заместителем директора по художественно-производственным вопросам, с июня 1937 года — директором киностудии «Мосфильм». 16 июля 1935 года участвовала во встрече группы советских кинематографистов с А. М. Горьким и Роменом Ролланом в Горках. При запрете фильма С. М. Эйзенштейна «Бежин луг» на руководителей киностудии «Мосфильм» Б. Я. Бабицкого и С. И. Соколовскую была возложена ответственность за затяжку с прекращением работы над фильмом и «недопустимую рекламу и шумиху, которые создавались вокруг этой постановки, вводившей в заблуждение общественное мнение». В сентябре 1937 года была избрана членом ЦК профсоюза киноработников. Илья Вайсфельд вспоминал о ней:

Поражало в Елене Кирилловне прежде всего её необыкновенное личное обаяние. Она всегда, с кем бы ни разговаривала — с выдающимся мастером или рядовым сотрудником, — проявляла искреннюю заинтересованность; спокойно, мягко стремилась убедить собеседника, если считала, что он не прав, и вместе с тем внимательно выслушивала его доводы. Она беседовала так, как будто в данный момент не было ничего важнее вот этого обмена мнениями, личности собеседника. В аргументации Елены Кирилловны, в её тоне всегда чувствовался человек убежденный, страстный пропагандист по натуре, закаленный в революционной борьбе (о чём она, кстати, никогда не говорила: о её славном подпольном прошлом мы узнали не от неё, а от других). Елена Кирилловна работала в новой для неё области и не стеснялась учиться у тех, кто мог обогатить её представления о киноискусстве, кинопроизводстве. Озадаченная каким-нибудь веским контрмнением, она могла задуматься, иногда надолго, чтобы определить свою окончательную позицию.
12 октября 1937 года была арестована вместе с мужем, заведующим сельскохозяйственным отделом ЦК ВКП(б) Яковом Яковлевым по обвинению в шпионаже и участии в контрреволюционной организации. После ареста газета «Советское искусство» охарактеризовала её деятельность на «Мосфильме», как направленную «к тому, чтобы в кинопроизведениях оклеветать и оболгать советскую действительность». «Французская шпионка», — так отозвался о ней Сталин в беседе с Георгием Димитровым 7 ноября 1937 года. Обвинительный приговор был вынесен 26 августа 1938 года, расстреляна в тот же день. Реабилитирована 3 марта 1956 года определением Военной коллегии Верховного суда СССР.
Стала героиней повестей, прототипом многих театральных и киногероинь. В фильме «Эскадра уходит на запад» (1965) её роль исполнила Нелли Лазарева, в фильме «Семья Коцюбинских» (1970) — Екатерина Крупенникова, в телесериале «Жизнь и приключения Мишки Япончика» (2011) — Яна Поплавская.